# Творишинское сельское поселение
Твори́шинское сельское поселение — муниципальное образование в юго-восточной части Гордеевского района Брянской области. Центр — село Творишино.
Образовано в результате проведения муниципальной реформы в 2005 году в границах Творишинского и Казаричского сельсоветов.

## Экологические проблемы
Согласно Распоряжению Правительства РФ Гордеевский муниципальный район:
В результате аварии на Чернобыльской АЭС 26 апреля 1986 года территория района была загрязнена долгоживущими радионуклидами: плутонием, америцием, строением, цезием.
Творишинское сельское поселение
III. Зона проживания с правом на отселение
с. Творишино
пос. Ипуть
пос. Крещенский
дер. Михайловка
дер. Черный Ручей
пос. Степана Разина
Зона проживания с льготным социально-экономическим статусом
пос. Белица
пос. Дубровка
с. Казаричи
дер. Федоровка
пос. Никитовка

## Население
| 2010  | 2011  | 2012  | 2013  | 2014  | 2015  | 2016  |
| ----- | ----- | ----- | ----- | ----- | ----- | ----- |
| 1740  | ↘1728 | ↘1650 | ↘1595 | ↘1590 | ↘1532 | ↗1560 |
| 2017  | 2018  | 2019  | 2020  | 2021  |       |       |
| ↘1555 | ↘1542 | ↘1505 | ↘1477 | ↗1488 |       |       |

## Населённые пункты
| № | Населённый пункт | Тип     | Население |
| - | ---------------- | ------- | --------- |
| 1 | Белица           | посёлок | ↘30       |
| 2 | Дубровка         | посёлок | ↘0        |
| 3 | Ипуть            | посёлок | ↘8        |
| 4 | Казаричи         | село    | ↗159      |
| 5 | Крещенский       | посёлок | ↘9        |
| 6 | Михайловка       | деревня | ↘115      |
| 7 | Творишино        | село    | ↘1021     |
| 8 | Фёдоровка        | деревня | ↘21       |
| 9 | Чёрный Ручей     | деревня | ↘232      |

Законом Брянской области от 28 сентября 2015 года № 74-З, в связи с фактическим отсутствием населения были упразднены деревня Даниловка и посёлки Никитовка и Степана Разина.